# Џон Лоун
Џон Лоун (енгл. John Lone; рођен 13. октобра 1952. у Британском Хонгконгу, Кина), амерички је гласовни и филмски и телевизијски глумац кинеског порекла, познат по својим карактеристичним споредним улогама.
Глумио је улогу цара Пу Јиа, у филму режисера Бернарда Бертолучија о последњем кинеском цару Пу Јиу, на основу његове аутобиографије у филму Последњи кинески цар (1987), награђеном Оскаром, за који је номинован за Златни глобус за најбољег глумца.
Ветеран групе East West Players, појавио се у бројним улогама на екрану и на сцени високог профила као што је Кинг Конг (1976), а посебно током 1980-их, 90-их и раних 2000-их, у филмовима као што су Ледени човек (1984), Година змаја (1985), М. Батерфлај (1993), Сенка (1994) и Гас до даске 2 (2001). Такође је номинован за награду Индепендент Спирит за најбољег споредног глумца за свој наступ у филму Модерни (1988), поред многих.